# Egon Lampersbach
Egon Ludwig Konrad Lampersbach (* 9. August 1917 in Holzwickede; † 16. Dezember 1982 in Unna) war ein deutscher Unternehmer und Politiker (CDU).

## Leben und Beruf
Nach dem Besuch der Volksschule, des Realgymnasiums und der Höheren Handelsschule leistete Lampersbach freiwilligen Arbeitsdienst. Anschließend absolvierte er eine Ausbildung zum Großhandelskaufmann. Von 1939 bis 1945 nahm er als Soldat am Zweiten Weltkrieg teil. Er gründete 1950 ein Einzelhandelsgeschäft, das er in den 1950er Jahren um weitere Filialen, unter anderem in Lünen-Brambauer, erweiterte. Außerdem gründete er 1964 eine Firma im Baugewerbe.

## Partei
Lampersbach beantragte am 28. September 1944 die Aufnahme in die NSDAP und wurde zum 1. Dezember desselben Jahres aufgenommen (Mitgliedsnummer 10.168.073). Nach dem Krieg schloss er sich der CDU an und war von 1970 bis 1977 Bundesvorsitzender der Mittelstands- und Wirtschaftsvereinigung der CDU/CSU.

## Abgeordneter
Lampersbach war von 1961 bis 1969 Ratsmitglied der Stadt Lünen und wurde dort 1964 zum Vorsitzenden der CDU-Fraktion gewählt. Dem Deutschen Bundestag gehörte er von der Bundestagswahl 1965 bis zu seinem Tode an. Er war stets über die Landesliste der CDU Nordrhein-Westfalen ins Parlament eingezogen.